# Neverke
Neverke este o localitate din comuna Pivka, Slovenia, cu o populație de 102 locuitori.